# Milky Ray
『Milky Ray』（ミルキー・レイ）は、Rayの2枚目のオリジナルアルバム。2014年6月4日にNBCユニバーサルから発売された。
最初と最後に『凪のあすから』のタイアップ楽曲を入れたのはRay自身成長を実感したことと、ライブでは「lull〜そして僕らは〜」を最初に披露するようにしているためこのような形式にしたという。

## 音楽性
1曲目「lull〜そして僕らは〜」は、4thシングル曲であり、テレビアニメ『凪のあすから』の前期オープニングテーマ。
2曲目「やわじゃないDID!!-Catch me! To LOVEる-」は、PS Vita用ソフト『To LOVEる-とらぶる- ダークネス バトルエクスタシー』の主題歌。「DID」は、囚われのお姫様の略称で、はワンマンライブ時にアンコール曲として初披露された。
3曲目「Magical革命Girl Rainy Ray」は、文字数と音符が多いデジタル的な曲ため歌詞を覚えるのに手を焼いたという。
4曲目「頑張るな！Boys&Girls」は、「ケセランパサラン」を「ケセパサ」と略すなどいわゆる三重野瞳節が盛り込まれた明るく元気な曲。
5曲目「twin portion」は、PS Vita用ソフト『BinaryStar』のエンディングテーマ。「I'm MONSTERちゃん」の延長線上の様なロック調のかっこいい曲。
6曲目「You're my jewel」は、PS Vita用ソフト『BinaryStar』のエンディングテーマ。レコーディングではバラードの歌い方を研究するなど新しい表現方法の模索にこだわったという。ちなみにRay自身タイアップ作品を理解しながら書く黒崎真音の詞を好いているため、歌詞を見て今後の作詞活動の参考したという。
7曲目「a-ha…!」は、5thシングルカップリング曲。
8曲目「脳天KICK VOICE」は、ディスコの要素が含まれたロック調の曲。自身の限界に近い曲調のためレコーディングでは苦労したという。
9曲目「I'm MONSTERちゃん」は、4thシングルカップリング曲。
10曲目「ココアポット･シティ」は、ピコピコしたかわいい曲であるが、前作のアルバム『RAYVE』の9曲目に収録された「baby♡macaron」とは趣が異なるという。
11曲目「fragment love」は、作詞がRayと三重野瞳との共作だが、Rayは自分のカラーをつかめていないため、当初思い描いていた世界観と異なる内容になったという。作詞はRayが書いたフレーズを三重野が手直しする手法で行われた。曲調は切ない内容だが、他者が書いた歌詞の様に物語の主人公の視点で歌えないため悩んだという。
12曲目「ebb and flow」は、5thシングル曲であり、テレビアニメ『凪のあすから』の後期オープニングテーマ。
13曲目「lull 〜Earth color of a calm〜」は、テレビアニメ『凪のあすから』の最終話エンディングテーマ。

## リリース
2014年6月4日にNBCユニバーサルから発売された。Rayのアルバムとしては前作『RAYVE』から約1年ぶりのリリースとなる。
販売形態は初回限定盤（GNCA-1406）と通常盤（GNCA-1407）の2種リリースで、初回限定盤には「やわじゃないDID!!-Catch me! To LOVEる-」のPVおよびメイキング、本作のTVスポットなどを収録したDVDが同梱されている。

## 収録内容
| #         | タイトル                                   | 作詞          | 作曲       | 編曲               | 時間  |
| --------- | ------------------------------------------ | ------------- | ---------- | ------------------ | ----- |
| 1.        | 「lull〜そして僕らは〜」                   | 川田まみ      | 中沢伴行   | 中沢伴行、尾崎武士 | 4:53  |
| 2.        | 「やわじゃないDID!!-Catch me! To LOVEる-」 | 三重野瞳      | 酒匂謙一   | 大久保友裕         | 4:31  |
| 3.        | 「Magical革命Girl Rainy Ray」              | 三重野瞳      | y0c1e      | y0c1e              | 5:52  |
| 4.        | 「頑張るな！Boys&Girls」                   | 三重野瞳      | 大久保友裕 | 大久保友裕         | 3:18  |
| 5.        | 「twin portion」                           | 三重野瞳      | IKUO       | IKUO               | 5:27  |
| 6.        | 「You're my jewel」                        | 黒崎真音      | 柿島伸次   | 柿島伸次           | 4:54  |
| 7.        | 「a-ha…!」                                 | 三重野瞳      | 大沢圭一   | 大久保友裕         | 4:12  |
| 8.        | 「脳天KICK VOICE」                         | 三重野瞳      | 大久保友裕 | 大久保友裕         | 3:54  |
| 9.        | 「I'm MONSTERちゃん」                      | 三重野瞳      | IKUO       | IKUO               | 3:51  |
| 10.       | 「ココアポット･シティ」                    | y0c1e         | y0c1e      | y0c1e              | 4:36  |
| 11.       | 「fragment love」                          | Ray、三重野瞳 | 大久保友裕 | 大久保友裕         | 4:36  |
| 12.       | 「ebb and flow」                           | 川田まみ      | 中沢伴行   | 中沢伴行、尾崎武士 | 4:16  |
| 13.       | 「lull 〜Earth color of a calm〜」         | 川田まみ      | 中沢伴行   | 中沢伴行、尾崎武士 | 5:30  |
| 合計時間: | 合計時間:                                  | 合計時間:     | 合計時間:  | 合計時間:          | 59:57 |

| #  | タイトル | 作詞 | 作曲・編曲 |
| -- | --- | ---- | ---------- |
| 1. | 「やわじゃないDID!!-Catch me! To LOVEる-」(Music Video) |      |            |
| 2. | 「やわじゃないDID!!-Catch me! To LOVEる-」(MV making) |      |            |
| 3. | 「Spot Collection」(「Spot -6.4 on sale ver.A-」 / 「Spot -6.4 on sale ver.B-」 / 「Milky Ray Spot -6.4 on sale ver.-」 / 「Milky Ray Spot -in stores now ver.-」 / 「Special Spot」) |      |            |
| 4. | 「Dance Collection」(「lull 〜そして僕らは〜」 / 「やわじゃないDID!!-Catch me! To LOVEる-」 / 「I'm MONSTERちゃん」)                                                                  |      |            |
| 5. | 「Live「RAYVE 01〜Ray's magic castle〜」2013/06/22@渋谷WWW」(「Over ride」 / 「Recall」 / 「baby♡macaron」 / 「As for me」 / 楽園PROJECT / 「sign」)                                  |      |            |

## 演奏
特典DVD
- 庄田浩：Drums
- 星野威：Guitar
- 北村雄太：Bass
- 稲留春雄：Manipulator
- MARICE, FUURI UEBANA, RIN SHINO a.k.a PAN2：Dancer

## チャート
| チャート（2014年）                                 | 最高位 |
| -------------------------------------------------- | ------ |
| オリコン                                           | 28     |
| Billboard JAPAN Top Albums                         | 25     |
| Billboard JAPAN Top Independent Albums and Singles | 6      |